# 桜井俊貴
桜井 俊貴（さくらい としき、1993年10月21日 - ）は、兵庫県神戸市垂水区出身の社会人野球選手、元プロ野球選手（投手）。右投右打。

## 経歴

### プロ入り前
神戸市立多聞東小学校4年生から軟式野球を始めた。神戸市立多聞東中学校では軟式野球部に所属し、3年時には神戸市大会準優勝の成績を収めた。中学野球部の1年先輩には福敬登がいる。
高校進学時には地元の強豪私学からも勧誘されたが、「途中まで勉強を頑張っていたし、野球だけに切り替えたら後悔するなと。高校は勉強で入って、勝負しようと思った」ことから、野球では無名に近い公立の兵庫県立北須磨高等学校に進学し、2年時にはエースとして夏の兵庫大会において同校では24年ぶりとなるベスト16入りを果たした。高校時代の最高成績は秋季県大会ベスト8で、高校卒業時点での速球の最速は130 km/h台後半であった。
大学進学時は北須磨高校からは珍しいスポーツ推薦で立命館大学に入学。その後は関西学生野球連盟リーグ戦で1年秋に4勝、防御率0.50の成績を挙げる。2年春にエースとなる。3年春に6勝、防御率0.97の成績を収めて優勝に貢献。最優秀投手、MVPを獲得した。11月には第1回21U野球ワールドカップに日本代表として出場した。その後、肉体改造に着手して体重は7kg増えた。4年時に出場した明治神宮野球大会では11月13日の東北福祉大学戦で大会タイ記録となる18奪三振を記録した。リーグ通算56試合に登板、28勝8敗、防御率1.10、通算306奪三振を記録。
2015年10月22日に行われたドラフト会議で読売ジャイアンツから単独1位指名を受け、11月20日に契約金1億円、年俸1500万円で契約した。背番号は21。北須磨高校出身者として初めてのプロ野球選手となった。

### 巨人時代
2016年3月30日に一軍初登板を果たしたが、肘の違和感により5回途中4失点で降板し、敗戦投手となった。その後は二軍と三軍で調整を続け、イースタン・リーグ最終戦となった9月25日の対千葉ロッテマリーンズ戦で、リリーフとして6ヶ月ぶりに実戦で登板した。シーズン終了後、北海道日本ハムファイターズからトレードで移籍した吉川光夫が背番号21を使用することとなったため、桜井の背番号は36に変更されることが発表された。11月21日、300万円減の推定年俸1200万円で契約を更改した。
2017年、2月18日に韓国・サムスン・ライオンズとの練習試合でチームの対外試合の開幕投手を託されたが、3回3失点で降板した。その後、二軍戦では救援（中継ぎ）投手として好投したため、5月16日には一軍へ昇格した。昇格当初は勝ちパターンでの登板もあるなど好調だったがその後急激に調子を落とした。19試合の登板で防御率5.67、プロ初白星もお預けになった。オフには、現状維持の1200万円で契約を更改した。
2018年は、二軍で18試合の登板で4勝0敗、防御率2.69を記録したが、一軍での登板はなかった。オフには、200万円減の推定年俸1000万円で契約を更改した。
2019年は背番号を35に変更。5月23日の横浜DeNAベイスターズ戦で中継ぎ登板しプロ初勝利を挙げた。6月6日の東北楽天ゴールデンイーグルス戦では3年ぶりに先発登板し、7回途中まで1失点と好投し先発初勝利をあげるなど、交流戦では3試合で2勝0敗、防御率1.83を記録した。シーズン終盤は疲労により失速したが、最終的にチーム3位かつ自己最多の8勝を記録し、リーグ優勝に貢献した。オフには、2000万円増の推定年俸3000万円で契約を更改した。
2020年は開幕ローテーションの6人目になり、8月2日までで6先発で2勝2敗を記録したが、8月3日に登録抹消となった。8月23日に再登録されると、中継ぎに配置変換され、9月20日に再び登録抹消。10月5日の再登録後に2試合に先発するも2連敗と結果を残せず再び中継ぎとしてシーズンを終えた。シーズン通算で2勝4敗4ホールド、防御率4.95を記録した。オフには、600万円減の推定年俸2400万円で契約を更改した。
2022年は、8試合の登板で2勝0敗、防御率14.04に留まり、10月7日、翌年の契約を結ばないことが球団より発表された。その後、11月8日に楽天生命パークで行われた12球団合同トライアウトに参加。打者3人に対して1安打1四球を許すも、最速148km/hを記録した。トライアウト終了後には、戦力外となった際2日間寝込んだことを明かし、「家族や周りに相談して、悔いなく終わりたかった」と感想を述べた。他球団からのオファーはなく、11月23日、現役引退を表明した。
2023年は巨人のスカウトを務め、主に近畿・中国地区を担当し、同年のドラフト4位・泉口友汰の獲得に尽力した。一方で、スカウトとしての視察を重ねる中、夏頃から選手としての思いが再燃し、多忙なスカウト業の合間を縫って走り込みなどのトレーニングを続け、ドラフト会議も終了した11月頃からは現役復帰に向けた本格的な練習を始めた。

### 社会人野球での現役復帰
2023年12月20日、社会人野球のミキハウス硬式野球部へ2024年1月1日から加わり、選手としての現役復帰することが発表された。ミキハウスへの入社は、母校・立命館大学のOB会長である藤岡重樹が同部の前身クラブチーム・ミキハウスREDSの監督を務めていた縁によるもの。

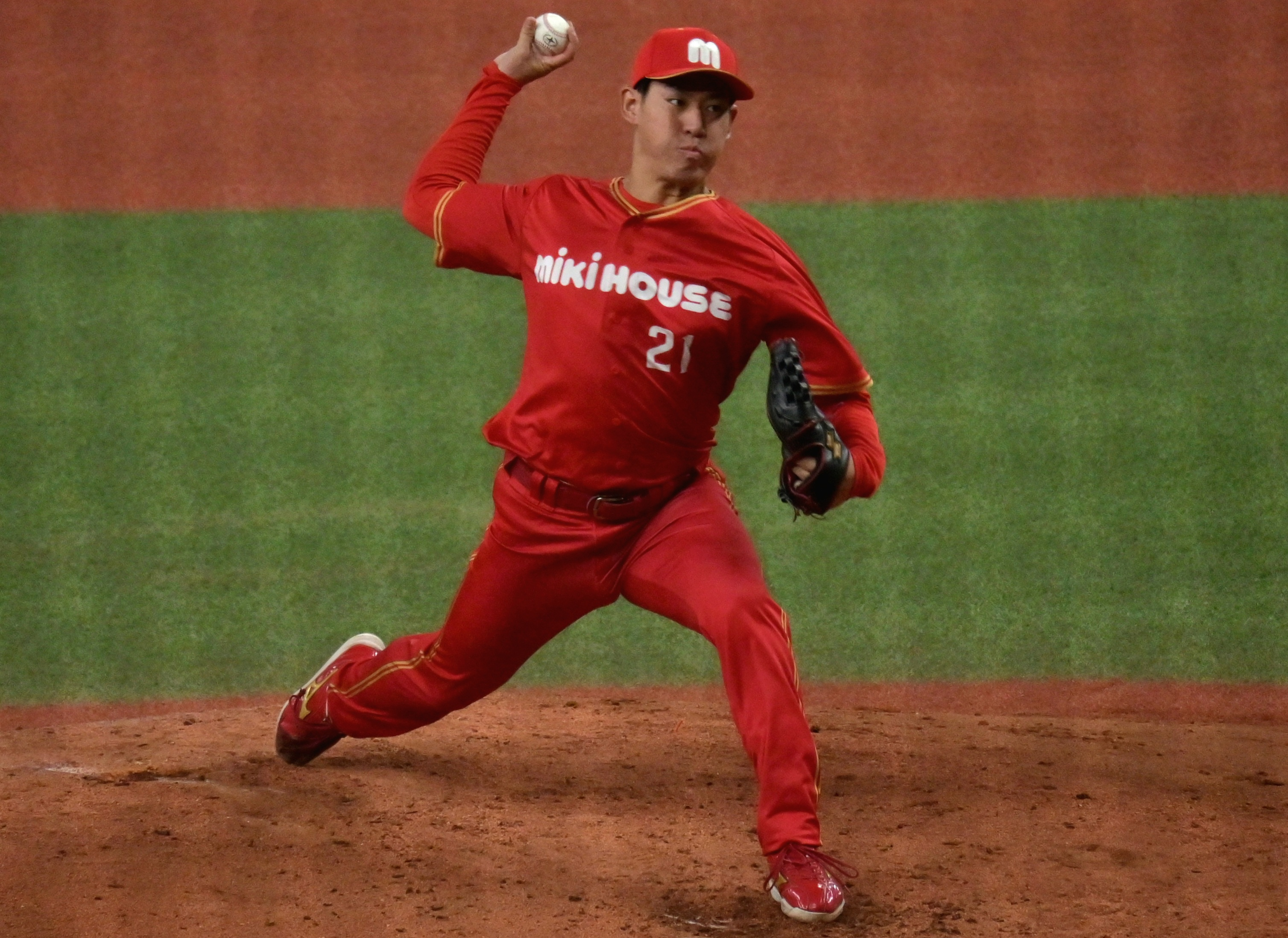
2024年10月31日京セラドーム大阪

第95回都市対抗野球大会の近畿2次予選では2試合連続完投勝ちを収めるなどの活躍で、チームの本大会出場に大きく貢献した。
第96回都市対抗野球大会ではチームは近畿2次予選で敗退したが、桜井自身は大阪ガスの補強選手として2年連続出場することとなった。

## 選手としての特徴
最速150km/hの速球、スライダー、カーブ、チェンジアップ、スプリットを投げる。また、大学4年の秋季リーグ戦では延長14回を206球完投勝利を挙げるなどスタミナはあるが、プロ入り後は中継ぎでの起用が大半である。
堀内恒夫には「フォームが安定しないため、コントロールがつかない」と評価されている。

## 詳細情報

### 年度別投手成績
| 年 度     | 球 団     | 登 板 | 先 発 | 完 投 | 完 封 | 無 四 球 | 勝 利 | 敗 戦 | セ 丨 ブ | ホ 丨 ル ド | 勝 率 | 打 者 | 投 球 回 | 被 安 打 | 被 本 塁 打 | 与 四 球 | 敬 遠 | 与 死 球 | 奪 三 振 | 暴 投 | ボ 丨 ク | 失 点 | 自 責 点 | 防 御 率 | W H I P |
| --------- | --------- | ----- | ----- | ----- | ----- | -------- | ----- | ----- | -------- | ----------- | ----- | ----- | -------- | -------- | ----------- | -------- | ----- | -------- | -------- | ----- | -------- | ----- | -------- | -------- | ------- |
| 2016      | 巨人      | 1     | 1     | 0     | 0     | 0        | 0     | 1     | 0        | 0           | .000  | 23    | 4.1      | 9        | 0           | 1        | 0     | 1        | 5        | 0     | 0        | 4     | 4        | 8.31     | 2.31    |
| 2017      | 巨人      | 19    | 0     | 0     | 0     | 0        | 0     | 1     | 0        | 0           | .000  | 126   | 27.0     | 28       | 2           | 15       | 0     | 2        | 16       | 2     | 0        | 18    | 17       | 5.67     | 1.59    |
| 2019      | 巨人      | 29    | 17    | 0     | 0     | 0        | 8     | 6     | 0        | 0           | .571  | 472   | 108.1    | 109      | 12          | 42       | 0     | 4        | 82       | 1     | 0        | 53    | 52       | 4.32     | 1.40    |
| 2020      | 巨人      | 24    | 8     | 0     | 0     | 0        | 2     | 4     | 0        | 4           | .333  | 281   | 63.2     | 68       | 15          | 21       | 1     | 5        | 43       | 0     | 0        | 37    | 35       | 4.95     | 1.40    |
| 2021      | 巨人      | 29    | 0     | 0     | 0     | 0        | 1     | 0     | 0        | 6           | 1.000 | 145   | 33.1     | 35       | 7           | 16       | 1     | 1        | 20       | 4     | 0        | 20    | 20       | 5.40     | 1.53    |
| 2022      | 巨人      | 8     | 0     | 0     | 0     | 0        | 2     | 0     | 0        | 0           | 1.000 | 46    | 8.1      | 13       | 3           | 6        | 0     | 2        | 9        | 1     | 0        | 13    | 13       | 14.04    | 2.28    |
| 通算：6年 | 通算：6年 | 110   | 26    | 0     | 0     | 0        | 13    | 12    | 0        | 10          | .520  | 1093  | 245.0    | 262      | 39          | 101      | 2     | 15       | 175      | 8     | 0        | 145   | 141      | 5.18     | 1.48    |

### 年度別守備成績
| 年 度 | 球 団 | 投手  | 投手  | 投手  | 投手  | 投手  | 投手     |
| 年 度 | 球 団 | 試 合 | 刺 殺 | 補 殺 | 失 策 | 併 殺 | 守 備 率 |
| ----- | ----- | ----- | ----- | ----- | ----- | ----- | -------- |
| 2016  | 巨人  | 1     | 0     | 0     | 0     | 0     | ----     |
| 2017  | 巨人  | 19    | 2     | 4     | 0     | 0     | 1.000    |
| 2019  | 巨人  | 29    | 2     | 15    | 0     | 0     | 1.000    |
| 2020  | 巨人  | 24    | 1     | 8     | 0     | 0     | 1.000    |
| 2021  | 巨人  | 29    | 2     | 2     | 0     | 0     | 1.000    |
| 2022  | 巨人  | 8     | 0     | 2     | 0     | 0     | 1.000    |
| 通算  | 通算  | 110   | 7     | 31    | 0     | 0     | 1.000    |

### 記録
初記録
投手記録
- 初登板・初先発：2016年3月30日、対横浜DeNAベイスターズ2回戦（横浜スタジアム）、4回1/3を4失点で敗戦投手
- 初奪三振：同上、1回裏に白崎浩之から空振り三振
- 初勝利：2019年5月23日、対横浜DeNAベイスターズ10回戦（東京ドーム）、5回表一死から2番手で救援登板 1回2/3 1失点
- 初先発勝利：2019年6月6日、対東北楽天ゴールデンイーグルス3回戦（楽天生命パーク宮城）、6回2/3 1失点
- 初ホールド：2020年8月23日、対広島東洋カープ12回戦（MAZDA Zoom-Zoom スタジアム広島）、5回裏に2番手で救援登板、2回1/3無失点

打撃記録
- 初打点：2016年3月30日、対横浜DeNAベイスターズ2回戦（横浜スタジアム）、5回表にギジェルモ・モスコーソから右犠飛
- 初安打：2019年7月15日、対東京ヤクルトスワローズ12回戦（長野オリンピックスタジアム）、4回表に石川雅規から右前安打

### 背番号
- 21（2016年）
- 36（2017年 - 2018年）
- 35（2019年 - 2022年）

### 登場曲
- 「Share The Love」 THE Sharehappi from 三代目 J Soul Brothers from EXILE TRIBE（2017年）
- 「HANDS UP」BIGBANG（2019年）
- 「IRON HORSE -No Mark-」AK-69（2020年）
- 「Levitating feat. DaBaby」Dua Lipa（2021年4月 - ）